# Морске-Око (озеро, Польша)
Морске-Око (пол. Morskie Oko) — озеро в Татровском повяте Малопольского воеводства Польши. Это крупнейшее и четвёртое по глубине озеро в Татрах. Оно расположено в Татранском национальном парке, в долине Рыбий Поток хребта Высокие Татры у подножья Менгушовецких вершин.

## Описание
Горы, окружающие озеро, поднимаются примерно на 1000 м над его поверхностью; одна из них — Рысы (2499 м), высочайшая вершина польских Татр. Рядом с Менгушовецкими вершинами (включая Менгушовецкий Щит Вельки, 2438 м), дальше и чуть левее, возвышается стройный Мних (2068 м). Вокруг озера в большом количестве произрастают европейские кедровые сосны.
В прошлом Морске-Око носило название «Рыбье озеро» из-за его природных запасов рыбы, что являлось редкостью для Татранских озёр и прудов. В прозрачных водах можно легко заметить форель. Название «Морское Око» произошло от старой легенды, согласно которой озеро было соединено с морем через подземный канал.
Хижина польского общества туризма и краеведения стоит на морене у северного берега озера. Она расположена на высоте 1405 м над уровнем моря и является одним из старейших в Татрах шале. Хижина носит имя имени Станислава Сташица, который исследовал озеро в 1805 году. Этот дом является отправной точкой для походов к горе Рысы и к перевалу Шпиглясова. Рядом находится «Старе Схрониско» («Старое Убежище»), первоначально каретник. Оба здания являются памятниками истории.
Морское Око является одной из самых популярных достопримечательностей в Татрах, зачастую его посещают более 50 000 туристов в сезон отпусков. Путь к озеру занимает около 2 часов пешком от ближайшей дороги, по которой можно проехать на автотранспорте. Многие туристы выбирают для путешествия конные повозки, услуги извозчиков предоставляют местные жители гурали. Зимой небольшой отрезок пути проходит по лавиноопасной зоне, этот участок остаётся холодным даже летом. Купание в озере и кормление форели запрещено.

## История
Самые ранние документы, в которых упоминается Морске-Око, датируются 1575 годом. В конце XIX века между Галицией и Венгрией возник спор по поводу принадлежности озера и прилежащей территории. Суд города Грац вынес решение в пользу польской стороны. Это решение было принято благодаря Освальду Бальцеру, представлявшему интересы Галиции.
Морске-Око было «заново открыто» для туризма доктором Титусом Халубинским в середине XIX века; первая хижина была построена здесь в 1836 году, но в 1865 году она сгорела. Вторая хижина, построенная в 1874 году, сгорела в 1898 году. В 1902 году была проложена дорога из Закопане, получившая название «дорога Освальда Бальцера». С 1933 года после возвращения суверенитета, озеро принадлежит польскому государству.
Морске-Око являлось источником вдохновения для многих деятелей искусства, включая художников (Валери Элиаш-Радзиковского, Леона Вычулковского, Станислава Галека), поэтов (Винценты Поля, Адама Асныка, Казимежа Пшерва-Тетмайера, Францишека Новицкого, Яна Каспровича), и композиторов (Зигмунта Носковского).

## Галерея

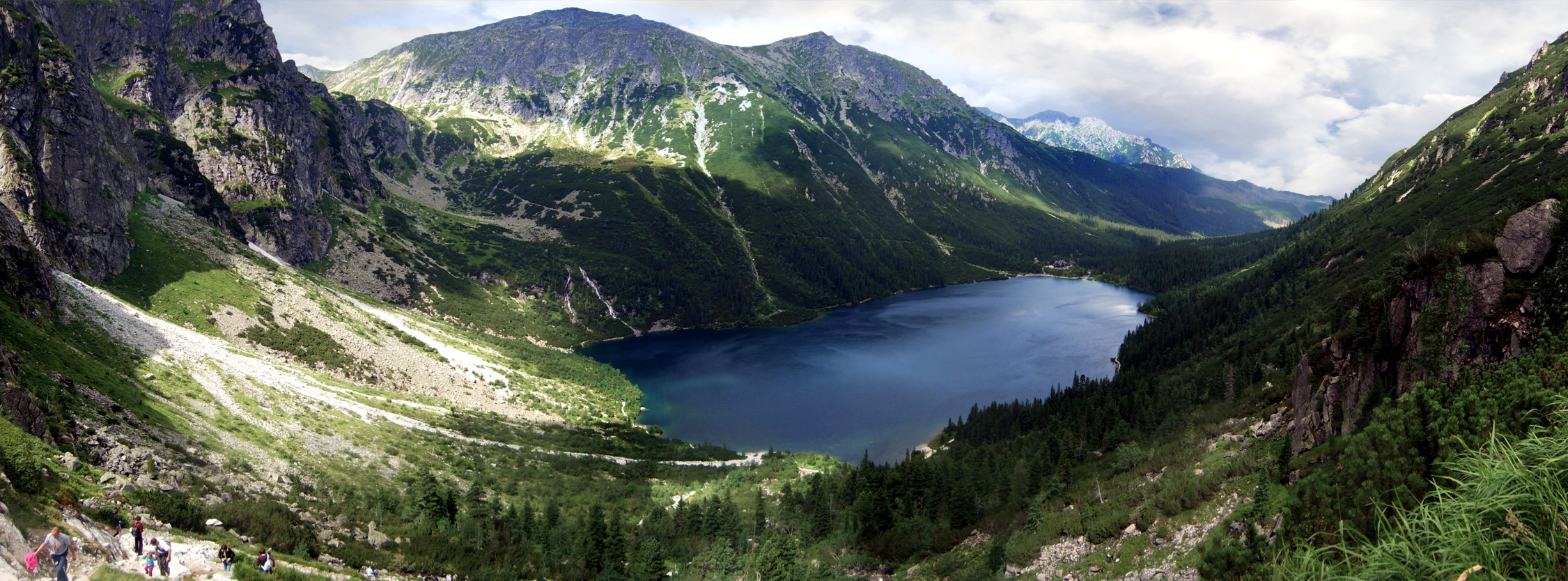
Панорамный вид на Морске-Око
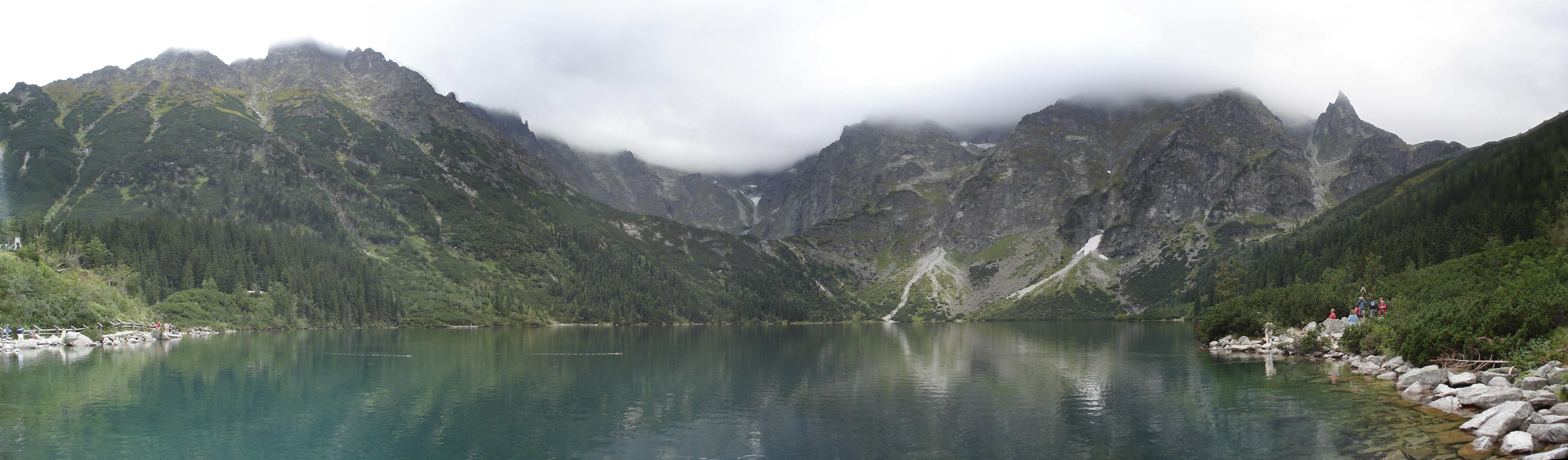
Морске-Око — вид из хижины
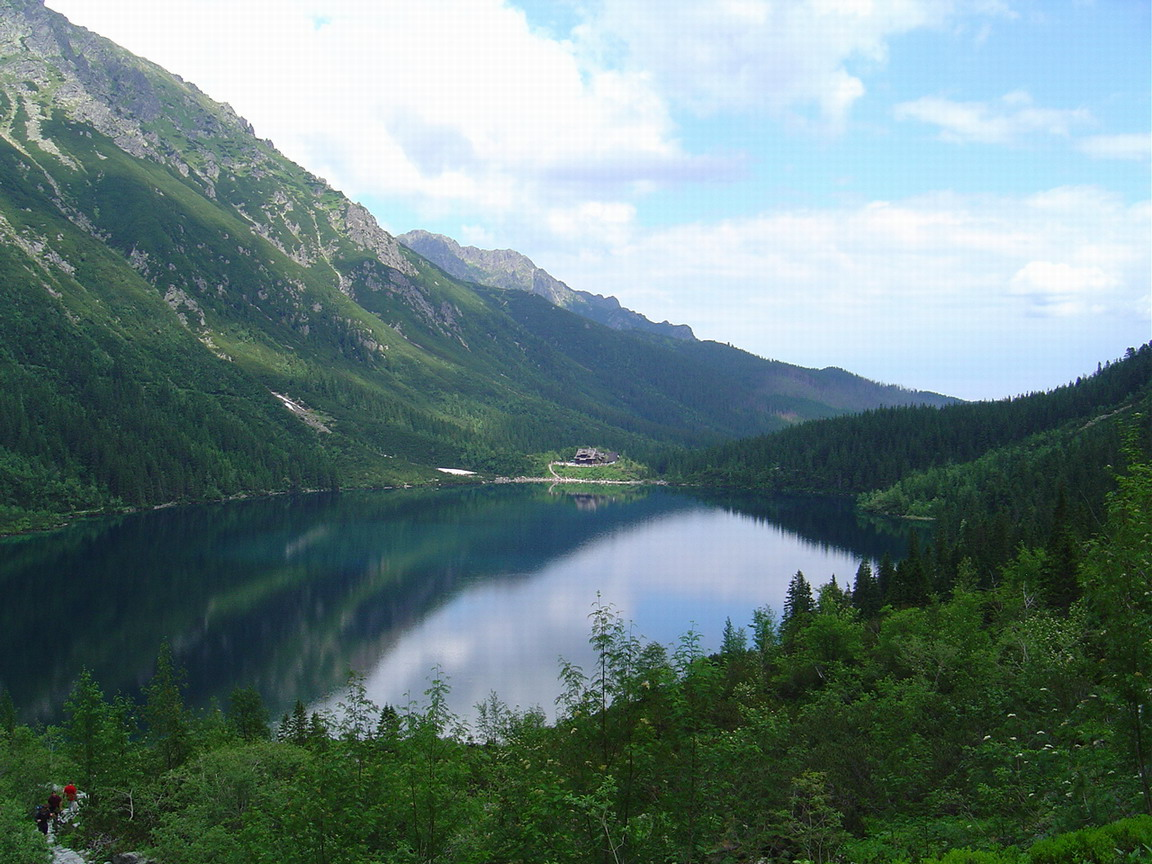
Западная сторона, вид на озеро
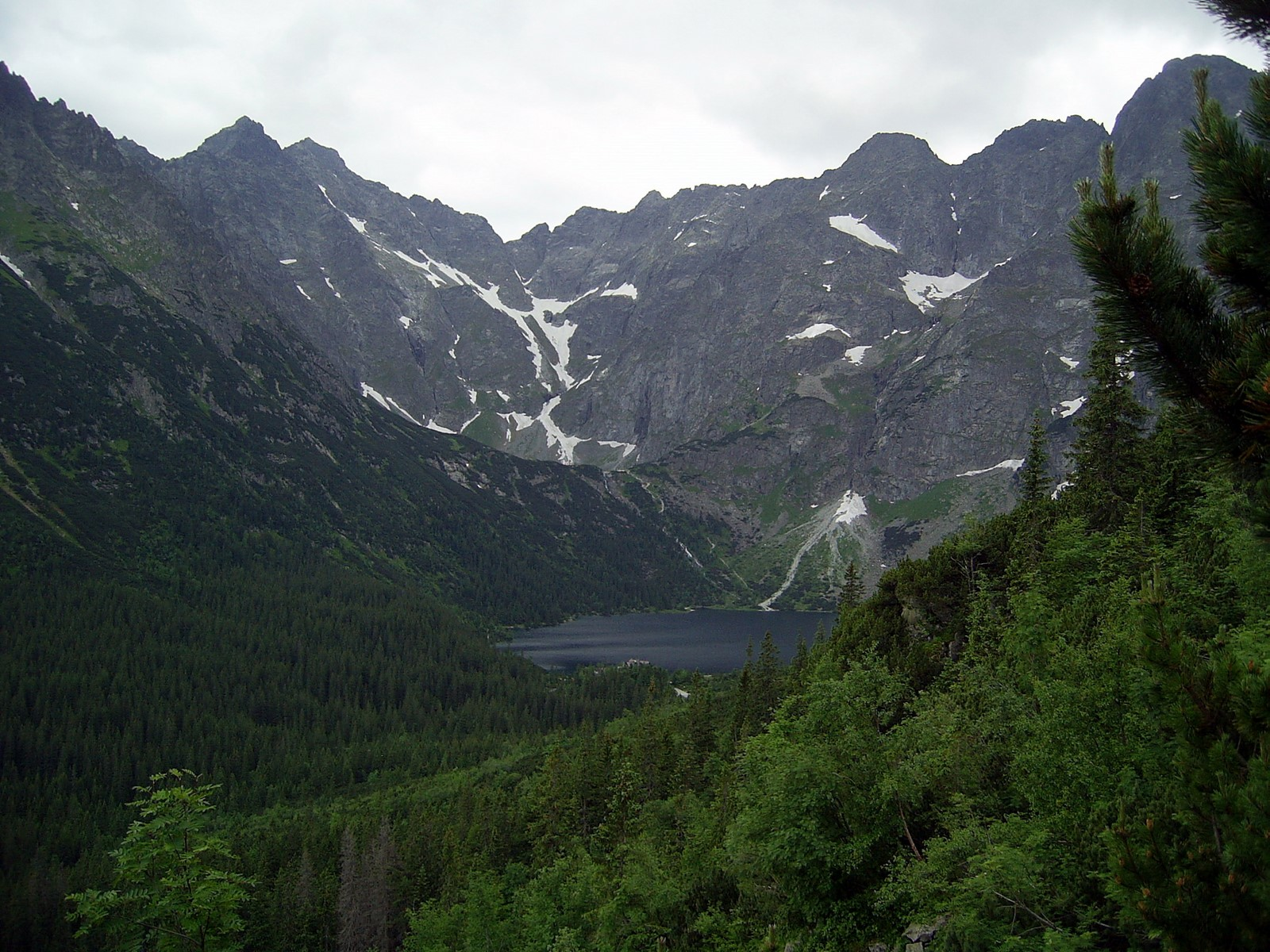
Вид с тропы
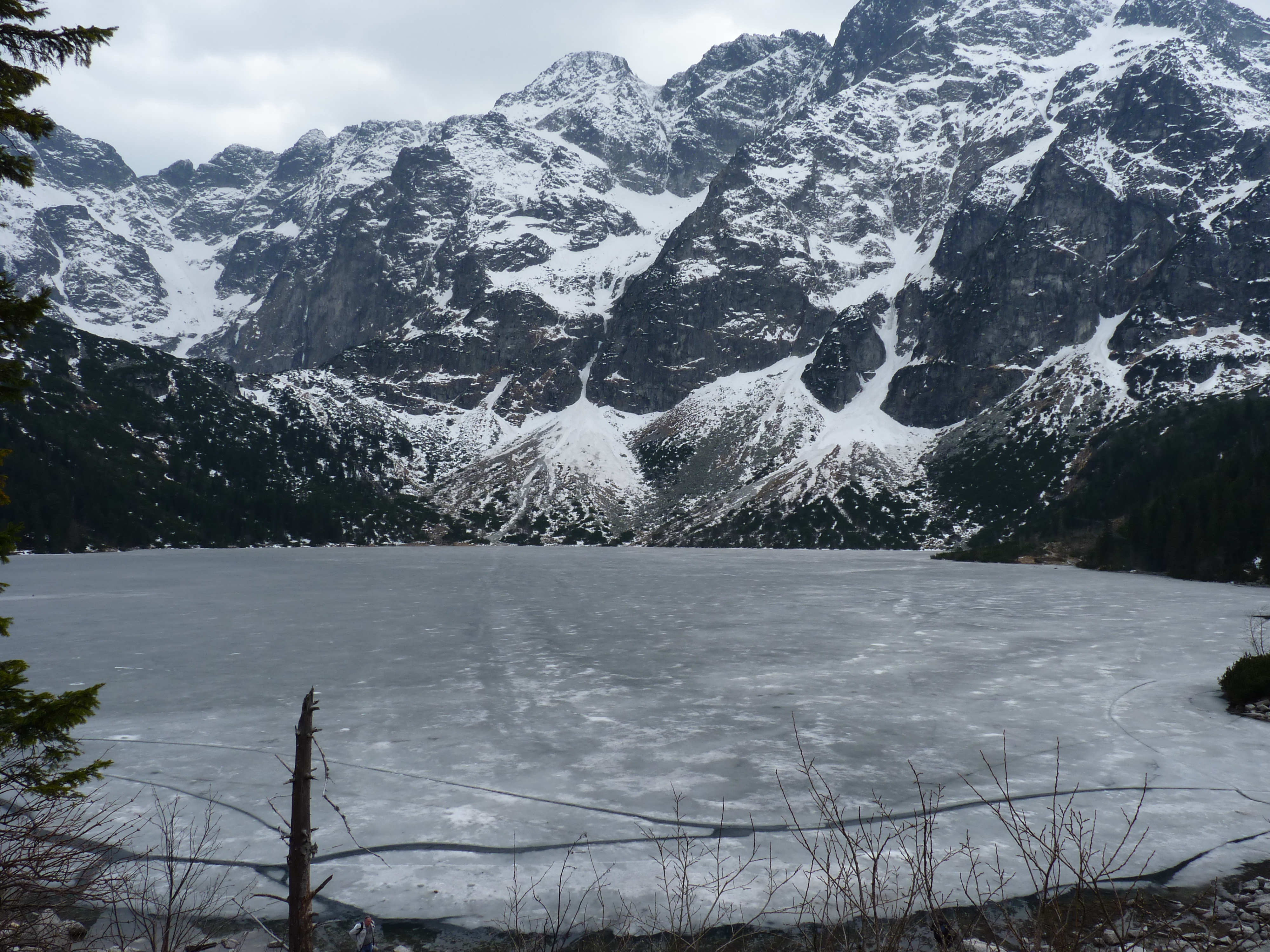
Морске-Око в апреле
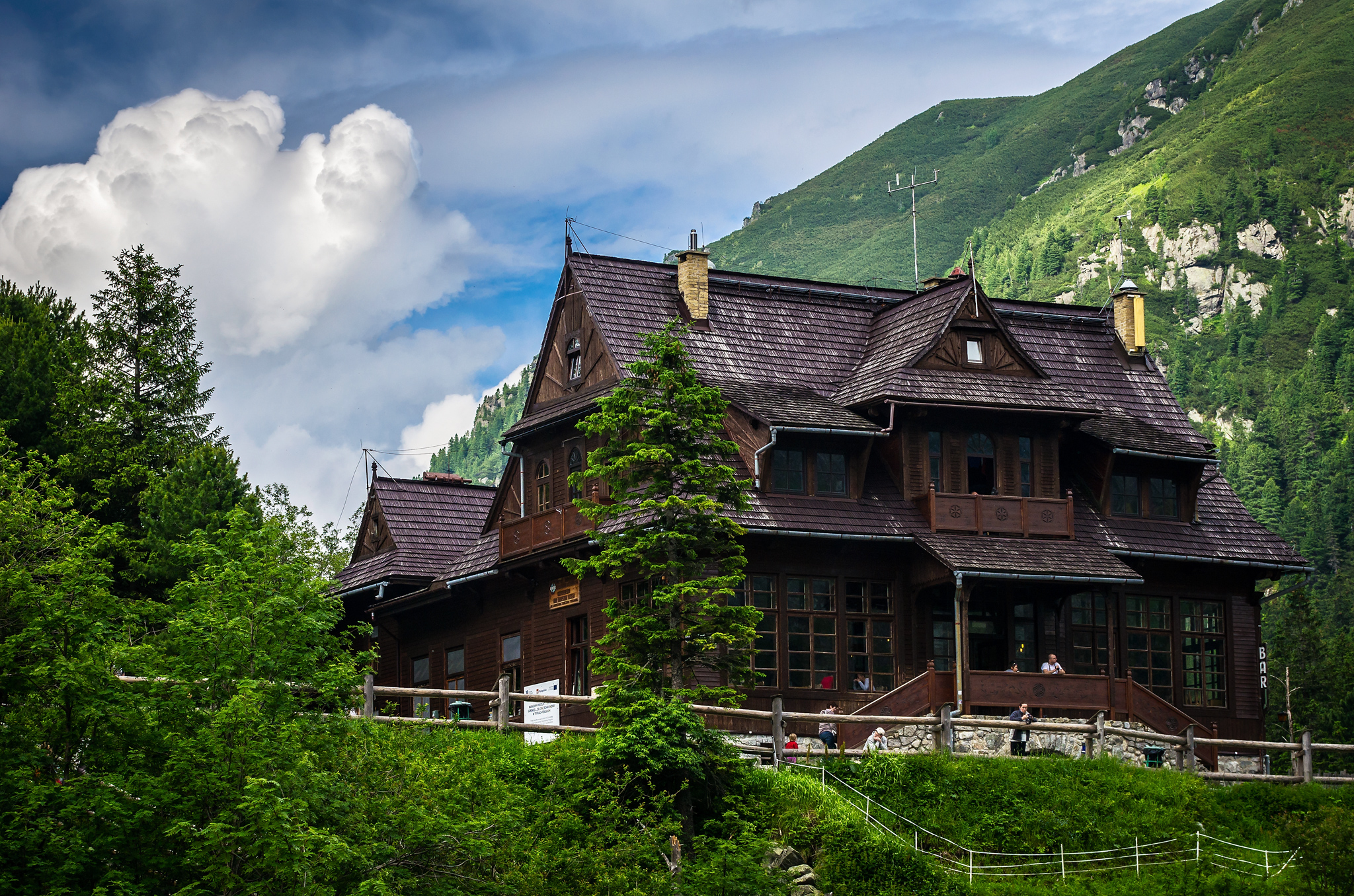
Шале на берегу озера